# Michael Olunga
Michael Olunga Ogada (Nairóbi, 26 de março de 1994) é um futebolista queniano que atua como centroavante. Atualmente, joga pelo Al-Arabi.

## Carreira
Olunga iniciou a carreira em 2012, no Liberty Sports Academy, fazendo 32 gols na temporada. Embora tivesse chamado a atenção de clubes da França, foi emprestado ao Tusker, da primeira divisão queniana, em 2013, além de ter defendido na mesma condição o Thika United e o Gor Mahia.
Em fevereiro de 2016, assinou com o Djurgården, da Suécia por 4 anos, jogando 27 partidas e fazendo 12 gols. Em 2017 deixou os Järnkaminerna para atuar no Guizhou Zhicheng, da China, onde participou de apenas 9 jogos. No mesmo ano foi emprestado ao Girona durante uma temporada. Sua estreia foi na vitória por 6 a o sobre o Las Palmas, fazendo um hat-trick e tornando-se o primeiro queniano a marcar um gol em La Liga.
Em agosto de 2018, Olunga assinou pelo Kashiwa Reysol, e em novembro de 2019 foi o destaque na goleada por 13 a 1 sobre o Kyoto Sanga, fazendo 8 gols.
Em 5 de julho de 2025, Olunga foi anunciado como reforço do Al-Arabi, do Catar. O atacante assinou por duas temporadas.

## Seleção Nacional
Olunga estreou pela Seleção Queniana em março de 2015, num amistoso contra Seychelles, e o primeiro gol pelos Harambee Stars foi na vitória por 2 a 0 sobre o Sudão do Sul.
Em 2019, disputou a Copa das Nações Africanas, foi o artilheiro de sua seleção com 2 gols, feitos na vitória por 3 a 2 sobre a Tanzânia, porém os quenianos caíram ainda na primeira fase.

## Títulos
Tusker
- Supercopa do Quênia: 1 (2013)
- KPL Top 8 Cup: 1 (2013)

Gor Mahia
- Campeonato Queniano: 2 (2014 e 2015)
- Supercopa do Quênia: 1 (2015)
- KPL Top 8 Cup: 1 (2015)